# فتى غيتو وارسو
فتى غيتو وارسو هي الصورة الأكثر شهرة التي تم التقاطها خلال انتفاضة غيتو وارسو 1943 حيث تظهر الصورة صبي يضع يديه فوق رأسه بينما ال روتينفهرر جوزيف بلوش يشير برشاشه نحوه.اختبأ الصبي وآخرون في قبو أثناء التصفية النهائية للغيتو، لكن القوات الألمانية ألقت القبض عليهم وأجبرتهم على الخروج. بعد التقاط الصورة تم نقل جميع اليهود الموجودين في الصورة وترحيلهم إلى معسكر الاعتقال مايدانيك أو معسكر تريبلينكا.الموقع الدقيق والمصور غير معروفين وبلوش هو الشخص الوحيد في الصورة الذي يمكن التعرف عليه على وجه اليقين.الصورة هي واحدة من أشهر صور الهولوكوست،وجاء الصبي لتمثيل الأطفال في الهولوكوست،وكذلك جميع الضحايا اليهود.